# Заріччя (Брагінський район)
Заріччя — (біл. вёска Зарэчча), село (веска) в складі Брагінського району розташоване в Гомельській області Білорусі. Село підпорядковане Малейківській сільській раді і в ньому мешкає 209 осіб (станом на 2004 рік).
Село Заріччя розташоване на південному сході Білорусі, у південній частині Гомельської області, неподалік від районного центру Брагіна (за 7 кілометрів східніше).